# Sint-Corneliuskapel (Delft)
De Sint-Corneliuskapel was een rooms-katholieke kapel in Delft gewijd aan de heilige Cornelius.

## Geschiedenis
Wanneer de kapel precies gesticht is, is niet bekend, evenals haar precieze locatie. Vermoedelijk stond ze op de hoek van de Buitenwatersloot en de huidige Spoorsingel. Op een zeker moment (mogelijk door de stadsbrand van 1536) is de kapel verdwenen. Uit latere rekeningen van de Oude Kerk (toen nog Hippolytuskerk) blijkt dat er in die kerk een kapel voor Cornelius is ingericht.

## Heiligdomsvaart
De kapel vervulde een rol in de jaarlijkse Heiligdomsvaart. Vanuit de omringende dorpen Schipluiden, Den Hoorn, De Lier, etc. liep men jaarlijks in processie naar Delft. Deze processie trok van het ene kapelletje naar het andere en men hield bij elk kapelletje een korte gebedsdienst. De kapellen waar men even bleef staan, noemt men staties. De Corneliuskapel was zodoende de laatste statie voordat men de stad introk, en was het ook een verzamelpunt voor men aan de processie door de stad begon.

Vermoedelijk is de kapel verloren gegaan tijdens de stadsbrand in 1536, hoewel hier geen harde bewijzen voor zijn. De kapel komt namelijk niet meer voor in documenten van na de brand, maar enige jaren later is er wel sprake van een Corneliuskapel in de Oude Kerk. De oude kapel als verzamelpunt buiten de stadspoort kwam daarmee te vervallen, maar de nieuwe kapel kreeg wel een plaats in de processieroute door de stad.

Met de Reformatie kwam er een einde aan de Heiligdomsvaart. In 1990 werd ze weer in ere hersteld.

## Varia
- De Sint-Antonius en Corneliuskerk in Den Hoorn verwijst met zijn naam naar deze kapel en de heiligdomsvaart.
- In de Maria van Jessekerk in Delft staat een beeld van Cornelius.

Sint-Adelbertkerk · 
Kerk van het Allerheiligst Sacrament · 
Pastoor van Arskerk · 
Bethlehemkerk · 
Sint-Corneliuskapel · 
De Deur · 
H.H. Franciscus en Clarakerk · 
Génestetkerk · 
Sint-Hippolytuskapel · 
Sint-Hippolytuskerk · 
Hofkerk · 
Immanuëlkerk · 
Levend Water · 
Lutherse kerk · 
Maranathakerk · 
Maria van Jessekerk · 
Maria en Ursulakerk · 
Marcuskerk · 
Nieuwe Kerk · 
O.L.V. Onbevlekt Ontvangen · 
Ontmoetingskerk · 
Oosterkerk · 
Oude Kerk · 
Plaats van Samenkomst · 
Sint-Stanislaskapel · 
Vierhovenkerk · 
Waalse kerk · 
Westerkerk · 
Zuiderkerk